# Tomás Durso
Tomás Durso (La Plata, 26 febbraio 1999) è un calciatore argentino, portiere dell'Atl. Tucumán.

## Carriera
Durso è cresciuto nel settore giovanile del Gimnasia (LP), con cui ha firmato il primo contratto professionistico nell'aprile del 2018. Già nel giro della prima squadra da alcuni anni, il 3 aprile 2021 ha debuttato in prima squadra, giocando dal primo minuto l'incontro di Copa de la Liga Profesional perso per 4-2 contro il Lanús. Nel 2023 ha conquistato il ruolo di titolare del club platense, giocando complessivamente 46 incontri stagionali.
Nel gennaio del 2024 è passato in prestito all'Atl. Tucumán.

## Statistiche

### Presenze e reti nei club
Statistiche aggiornate al 2 aprile 2024.
| Stagione        | Squadra         | Campionato      | Campionato | Campionato | Coppe nazionali | Coppe nazionali | Coppe nazionali | Coppe continentali | Coppe continentali | Coppe continentali | Altre coppe | Altre coppe | Altre coppe | Totale | Totale | Totale |
| Stagione        | Squadra         | Comp            | Pres       | Reti       | Comp            | Pres            | Reti            | Comp               | Pres               | Reti               | Comp        | Pres        | Reti        | Pres   | Reti   |        |
| --------------- | --------------- | --------------- | ---------- | ---------- | --------------- | --------------- | --------------- | ------------------ | ------------------ | ------------------ | ----------- | ----------- | ----------- | ------ | ------ | ------ |
| 2017-2018       | Gimnasia (LP)   | PD              | 0          | 0          | CA              | 0               | 0               |                    | -                  | -                  |             | -           | -           | 0      | 0      |        |
| 2018-2019       | Gimnasia (LP)   | PD              | 0          | 0          | CA              | 0               | 0               |                    | -                  | -                  |             | -           | -           | 0      | 0      |        |
| 2019-2020       | Gimnasia (LP)   | PD              | 0          | 0          | CA              | 0               | 0               |                    | -                  | -                  |             | -           | -           | 0      | 0      |        |
| 2020            | Gimnasia (LP)   |                 | -          | -          | CA+CM           | 0               | 0               |                    | -                  | -                  |             | -           | -           | 0      | 0      |        |
| 2021            | Gimnasia (LP)   | PD              | 1          | 0          | CA+CdL          | 0+1             | -4              |                    | -                  | -                  |             | -           | -           | 2      | -4     |        |
| 2022            | Gimnasia (LP)   | PD              | 0          | 0          | CA+CdL          | 0               | 0               |                    | -                  | -                  |             | -           | -           | 0      | 0      |        |
| 2023            | Gimnasia (LP)   | PD              | 26         | -35        | CA+CdL          | 1+14            | -1,-21          | CS                 | 5                  | -4                 |             | -           | -           | 46     | -61    |        |
| 2024            | Atl. Tucumán    | PD              | 0          | 0          | CA+CdL          | 0               | 0               |                    | -                  | -                  |             | -           | -           | 0      | 0      |        |
| Totale carriera | Totale carriera | Totale carriera | 27         | -35        |                 | 16              | -26             |                    | 5                  | -4                 |             | -           | -           | 48     | -65    |        |